# Стрілка озброєна
Стрілка озброєна (Coenagrion armatum) — вид бабок родини стрілкових (Coenagrionidae).

## Поширення
Вид поширений в Північній та Східній Європі, Середній та Північній Азії на схід до Камчатки. Ізольовані ареали є на півдні Кавказу (Вірменія і південь Грузії) та півдні Китаю (Сичуань). Вимер у Великій Британії (востаннє спостерігався тут у 1958 році). В Україні трапляється на заході та півночі.

## Опис
Тіло завдовжки близько 3 см (на черевце припадає від 22 до 26 мм), розмах крил до 4 см. Основний колір зеленуватий у самиць або блакитний у самців з чорним малюнком. На потилиці дві світлих плями клиноподібної форми. Передньоспинка ззаду трикутна або трилопатева. У личинок зяброві пластинки прозорі або матові (але не затемнені).